# Jeux mondiaux militaires d'été de 2019
Navigation
Édition précédente
Les VIIe Jeux mondiaux militaires d'été (JMME) se sont déroulés dans la ville de Wuhan en Chine du 18 au 27 octobre 2019.

## Généralités
9 308 sportifs venant de 110 pays ont participé à 329 épreuves dans 27 disciplines.

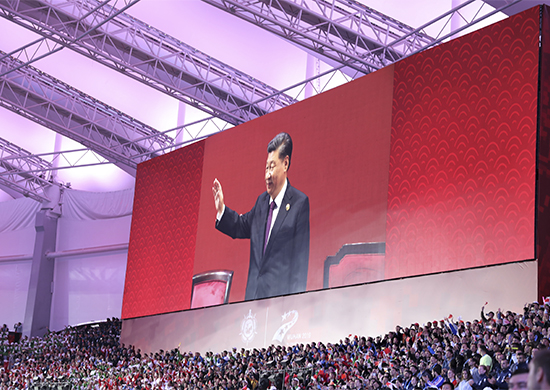
Le président chinois Xi Jinping à la cérémonie

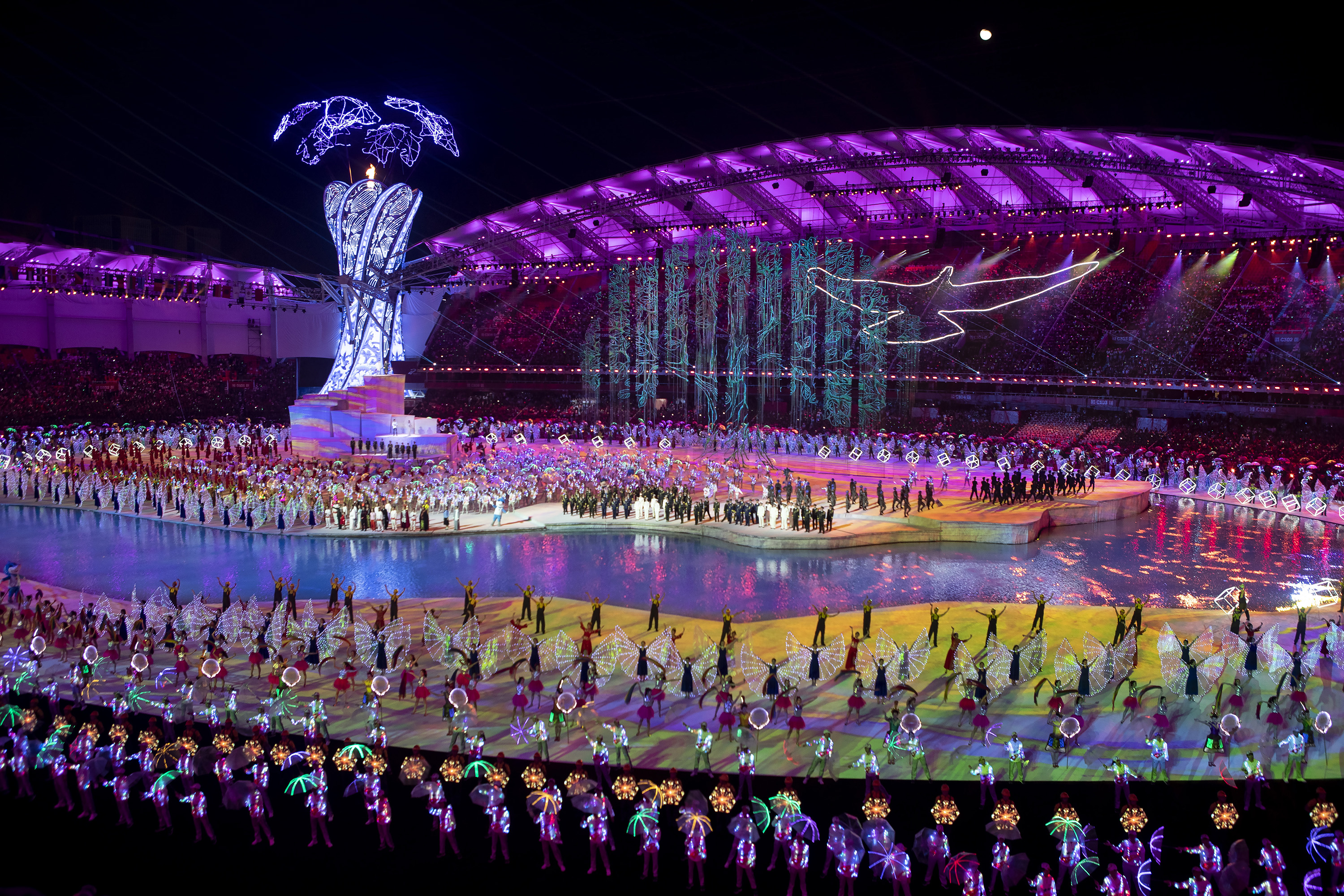
Cérémonie d'ouverture des Jeux mondiaux militaires (d'été) de 2019

La délégation française a rassemblé 415 personnes, celle du Luxembourg 27 personnes dont 16 sportifs.

## Disciplines
- Athlétisme (détails)
- Badminton
- Basket-ball
- Beach-volley
- Boxe
- Cyclisme (détails)
- Équitation
- Escrime
- Football
- Golf
- Gymnastique artistique
- Judo
- Lutte
- Natation
- Orientation (détails)
- Parachutisme
- Pentathlon militaire
- Pentathlon moderne
- Pentathlon naval
- Pentathlon aéronautique
- Plongeon
- Sauvetage sportif
- Taekwondo
- Tennis (sport de démonstration)
- Tennis de table
- Tir à l'arc
- Tir sportif
- Triathlon
- Voile
- Volley-ball
- Water-polo